# PGC 852084
LEDA/PGC 852084 ist eine Spiralgalaxie vom Hubble-Typ S im Sternbild Hydra südlich der Ekliptik, die schätzungsweise 163 Millionen Lichtjahre von der Milchstraße entfernt ist. Im selben Himmelsareal befinden sich u. a. die Galaxien NGC 3085, NGC 3072, NGC 3091, NGC 3096.